# Jacques Henri de Moreton de Chabrillan
Jacques Henri Sébastien César, comte de Moreton de Chabrillan, né le 5 décembre 1752 à Paris, mort le 23 avril 1793 à Douai (Nord), est un général de division de la Révolution française.

## Biographie

### États de service
Fils du général Jacques Aimard de Moreton de Chabrillan, il entre en service comme sous-lieutenant au régiment du Roi le 15 décembre 1767. Il est capitaine au régiment Royal-Roussillon, puis nommé capitaine des gardes du corps de « Monsieur » en survivance de son père le 22 décembre 1777 . 

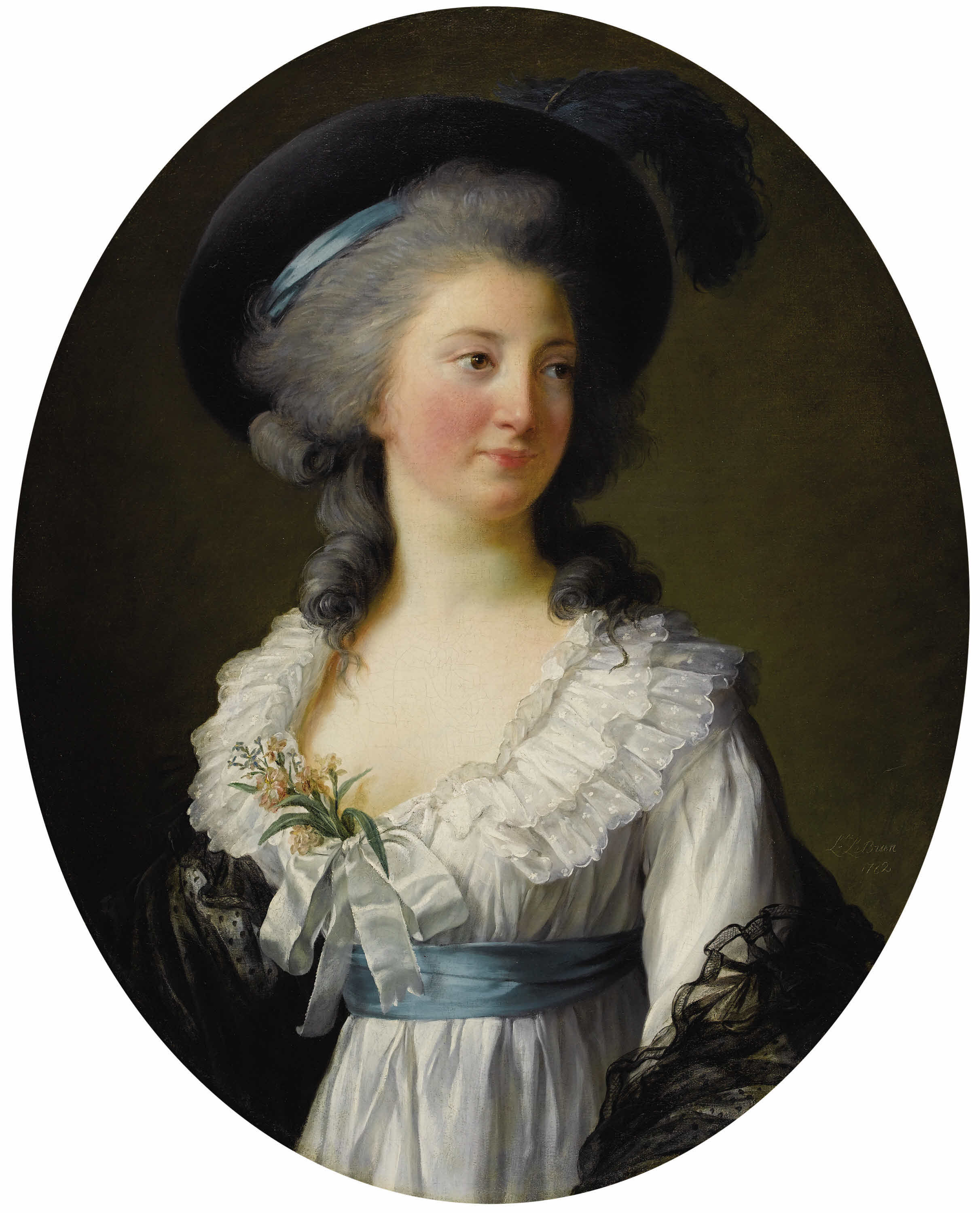
Portrait de Madame de Moreton
comtesse de Chabrillan, 1782
par Élisabeth Vigée Le Brun
Collection privée
Vente Heritage 2006

Le 3 août 1785, il est fait chevalier de Saint-Louis et colonel commandant le régiment d’infanterie de La Fère , à la tête duquel il fait deux campagnes contre Gibraltar . Il est destitué le 24 juin 1788 sous le ministère Brienne, et il décide au moment de la Révolution de porter son affaire devant l’Assemblée nationale, qui ne prend aucune décision . 
En 1789, il réussit à se faire réintégrer dans les cadres de l’armée avec le grade de maréchal de camp. Après les journées des 5 et 6 octobre 1789, il est l’un des députés envoyés par la commune pour féliciter l’Assemblée, et lui rendre compte de la tranquillité de la ville .
Il est nommé lieutenant-général le 7 septembre 1792, employé comme chef d’État-major général.
Il est commandant à Douai, lorsqu’il meurt brusquement le 23 avril 1793 ,.

### Mariage et descendance
Il épouse à Paris, paroisse Saint Sulpice, le 13 avril 1779 Marie Elisabeth Olive Frotier de La Coste Messelière (1760-1807) fille de Louis Marie Joseph Frotier de La Coste Messelière, baron de Digoine, maréchal des camps et armées du roi, commandeur de l'ordre royal et militaire de Saint-Louis, et de Jacqueline Eléonore de Reclesne.  Son portrait, peint en 1782 par Elisabeth Vigée Le Brun, est passé en vente publique en 2006 aux États-Unis . Trois enfants sont issus de ce mariage :
- Aimé Jacques Marie Constant de Moreton de Chabrillan (1780-1847), marié en 1803 avec Alexandrine Françoise Eugénie Zéphirine Olympe de Choiseul Gouffier (1782-1828). Dont postérité ;
- Marie Eléonore Aglaé de Moreton de Chabrillan (1784-18..), mariée à Palinges en 1801 avec Auxonne Théodose, comte de Thiard de Bissy, maréchal de camp, député,  (1772-1852). Dont postérité.
- César Louis François de Moreton de Chabrillan, né en 1791.

## Pour approfondir

### Sources
- (en) « Generals Who Served in the French Army during the Period 1789 - 1814: Mocquery to Moynat d'Auxon »
- Louis de la Roque, Armorial de la noblesse de Languedoc généralité de Montpellier, 1860
- P. Louis Lainé, Généalogie de la maison Guigues de Moreton de Chabrillan en Dauphiné et en Vivarais, M. Lainé, janvier 1841, 80 p. (lire en ligne), p. 70.
- Adolphe Rochas, Biographie du Dauphiné, contenant l'histoire des hommes nés dans cette province qui se sont fait remarquer dans les lettres, les sciences, les arts, Charavay, janvier 1860, 516 p. (lire en ligne), p. 180.

### Pages connexes
- Famille Guigues de Moreton de Chabrillan
- Château de Digoine
- Famille Frotier